# إريك ديفلاندر
إريك ديفلاندر (2 أغسطس 1973 في لييج) لاعب كرة قدم بلجيكي يلعب حاليا في نادي الدرجة الأولى ديندر البلجيكي في مركز الظهير الأيمن .

## المسيرة الرياضية مع الأندية
انضم في البداية إلى نادي فاندر يونيون وبعد سنة انتقل إلى نادي لييج . في سنة 1995 غادر إلى نادي جيرمينال بيرتشوت . في سنة 1996 وافق على الانتقال إلى نادي كلوب بروج حيث ساهم في تحقيق بطولة دوري الدرجة الأولى سنة 1998 . في سنة 2000 انتقل إلى نادي ليون الفرنسي حيث ساهم في تحقيق بطولة دوري الدرجة الأولى لثلاث مواسم متتالية من 2001 إلى 2004 حيث عاد إلى بلجيكا وانضم إلى نادي ستاندارد لييج . انتقل بعدها لفترة قصيرة إلى نادي بروكسل ثم إلى نادي ديندر .

## المسيرة الرياضية مع المنتخبات
شارك ديفلاندر في أول مباراة دولية مع منتخب بلجيكا أمام منتخب هولندا ضمن تصفيات كأس العالم 1998 حيث حل بديلا عن بيرتراند كراسون في الدقيقة 22 وانتهت المباراة بالتعادل السلبي بدون أهداف . شارك أيضا في بطولة كأس الأمم الأوروبية لكرة القدم 2000 حيث خرج من الدور الأول وبطولة كأس العالم 2002 حيث خرج من الدور الثمن النهائي على يد منتخب البرازيل .

## روابط خارجية
- إريك ديفلاندر على موقع الاتحاد الدولي (مؤرشف)  (الإنجليزية)
- إريك ديفلاندر على موقع الاتحاد البلجيكي (الإنجليزية)
- إريك ديفلاندر على موقع قاعدة بيانات كرة القدم.إي يو (الإنجليزية)
- إريك ديفلاندر على موقع ليكيب (الفرنسية)
- إريك ديفلاندر على موقع ناشيونال فوتبول تيمز (الإنجليزية)
- إريك ديفلاندر على موقع Soccerway.com (الإنجليزية)
- إريك ديفلاندر على موقع عالم كرة القدم.نت (الإنجليزية)